# Liste der denkmalgeschützten Objekte in Gitschtal
Die Liste der denkmalgeschützten Objekte in Gitschtal enthält die 7 denkmalgeschützten, unbeweglichen Objekte der Gemeinde Gitschtal.

## Denkmäler
| Foto |                 | Denkmal                                                                    | Standort                                                                | Beschreibung | Metadaten |
| ---- | --------------- | -------------------------------------------------------------------------- | ----------------------------------------------------------------------- | --- | --- |
| ja   | Datei hochladen | Höhensiedlung auf dem Kappele HERIS-ID: 24971 Objekt-ID: 21385seit 2018    | in Jadersdorf Standort KG: St. Lorenzen im Gitschtal                    | Im 5./6. Jahrhundert befand sich auf dem Kappele eine befestigte Höhensiedlung mit frühstädtischem Charakter, Handwerk und Handel, von der noch Wälle und spärliche Mauerreste vorhanden sind. Funde reichen jedoch bis in die Urnenfelder- und Hallstattzeit zurück.                                  | BDA-Hist.: Q105640695 Status: Bescheid Stand der BDA-Liste: 2025-06-30 Name: Höhensiedlung auf dem Kappele GstNr.: 105, 4/2, 102, 170/58, 170/59 Jadersdorfer Kappele |
| ja   | Datei hochladen | Kath. Pfarrkirche hl. Laurentius HERIS-ID: 24970 Objekt-ID: 21384          | Standort KG: St. Lorenzen im Gitschtal                                  | Der gotische Chor ist mit 1527 bezeichnet. Das neugotische Langhaus wurde 1866 bis 1869 errichtet; auch die Einrichtung ist großteils neugotisch aus der zweiten Hälfte des 19. Jahrhunderts. An der Südseite der Kirche ein vom Sakristeianbau verdecktes Christophorus-Bild aus dem 17. Jahrhundert. | BDA-Hist.: Q1724158 Status: § 2a Stand der BDA-Liste: 2025-06-30 Name: Kath. Pfarrkirche hl. Laurentius GstNr.: .48 Pfarrkirche Sankt Lorenzen im Gitschtal           |
| ja   | Datei hochladen | Lacknerkapelle HERIS-ID: 24974 Objekt-ID: 21388seit 2012                   | bei St. Lorenzen im Gitschtal 28 Standort KG: St. Lorenzen im Gitschtal | Die Lacknerkapelle (auch Lacknerkreuz genannt) ist eine barocke Wegkapelle mit reicher Ausstattung. | BDA-Hist.: Q37889102 Status: Bescheid Stand der BDA-Liste: 2025-06-30 Name: Lacknerkapelle GstNr.: .149                                                               |
| ja   | Datei hochladen | Wegkapelle, Bäckenkapelle HERIS-ID: 24973 Objekt-ID: 21387seit 2013        | bei St. Lorenzen im Gitschtal 32 Standort KG: St. Lorenzen im Gitschtal | Die Wegkapelle weist ein bemerkenswertes Schmiedeeisengitter (1816) und ein verblasstes barockes Gemälde des Martyriums des hl. Laurentius auf. | BDA-Hist.: Q37889087 Status: Bescheid Stand der BDA-Liste: 2025-06-30 Name: Wegkapelle, Bäckenkapelle GstNr.: 532                                                     |
| ja   | Datei hochladen | Pfarrhof HERIS-ID: 24967 Objekt-ID: 21381                                  | Weißbriach 35 Standort KG: Weißbriach                                   | Der Pfarrhof neben der Kirche wurde um 1771 errichtet. | BDA-Hist.: Q37889041 Status: § 2a Stand der BDA-Liste: 2025-06-30 Name: Pfarrhof GstNr.: 490 Pfarrhof Weißbriach                                                      |
| ja   | Datei hochladen | Kath. Pfarrkirche hl. Johannes der Täufer HERIS-ID: 24968 Objekt-ID: 21382 | Weißbriach Standort KG: Weißbriach                                      | In der spätgotischen Kirche mit südlich aus der Achse verschobenem Chor befindet sich am Triumphbogen die Jahreszahl 1520; das westliche Langhausjoch ist jünger. Wandmalereien in Chor und Langhaus stammen aus dem ersten Viertel des 17. Jahrhunderts; die Glocke stammt aus dem 15. Jahrhundert.   | BDA-Hist.: Q1736383 Status: § 2a Stand der BDA-Liste: 2025-06-30 Name: Kath. Pfarrkirche hl. Johannes der Täufer GstNr.: .45 Katholische Kirche in Weißbriach         |
| ja   | Datei hochladen | Evang. Pfarrkirche A.B. HERIS-ID: 24969 Objekt-ID: 21383                   | Weißbriach Standort KG: Weißbriach                                      | Die neugotische Saalkirche mit vorgestelltem Westturm wurde 1882 bis 1886 errichtet. Im vierjochigen Langhaus ist eine hölzerne Empore. Der neugotische Altar mit reicher Schnitzverzierung entstand nach Plänen von Theophil Frey; das Altarblatt Christi Himmelfahrt wurde von Alfred Diethe gemalt. | BDA-Hist.: Q1328406 Status: § 2a Stand der BDA-Liste: 2025-06-30 Name: Evang. Pfarrkirche A.B. GstNr.: .188 Evangelische Kirche in Weißbriach                         |